# Australian Men's Hardcourt Championships 1998 - Qualificazioni doppio
Le qualificazioni del doppio  dell'Australian Men's Hardcourt Championships 1998 sono state un torneo di tennis preliminare per accedere alla fase finale della manifestazione. I vincitori dell'ultimo turno sono entrati di diritto nel tabellone principale. In caso di ritiro di uno o più giocatori aventi diritto a questi sono subentrati i lucky loser, ossia i giocatori che hanno perso nell'ultimo turno ma che avevano una classifica più alta rispetto agli altri partecipanti che avevano comunque perso nel turno finale.
Le qualificazioni del doppio del torneo Australian Men's Hardcourt Championships 1998 prevedevano 4 coppie partecipanti di cui una è entrata nel tabellone principale.

## Teste di serie
1. Michael Tebbutt /  Mikael Tillström (primo turno)

1. Tom Nijssen /  Tomáš Anzari (primo turno)

## Qualificati
1. Martin Damm  /   Sláva Doseděl

## Tabellone

### Legenda
| - Q = Qualificato - WC = Wild card - LL = Lucky loser | - ALT = Alternate - SE = Special Exempt - PR = Protected Ranking | - w/o = Walkover - r = Ritirato - d = Squalificato |

|  | Primo turno | Primo turno                      | Primo turno                      | Primo turno | Primo turno |  |  | Ultimo turno               | Ultimo turno               | Ultimo turno               | Ultimo turno | Ultimo turno |  |
|  |             |                                  |                                  |             |             |  |  |                            |                            |                            |              |              |  |
|  |             | Martin Damm Sláva Doseděl        | Martin Damm Sláva Doseděl        | 6           | 6           |  |  |                            |                            |                            |              |              |  |
|  | 1           | Michael Tebbutt Mikael Tillström | Michael Tebbutt Mikael Tillström | 2           | 4           |  |  | Martin Damm Sláva Doseděl  | Martin Damm Sláva Doseděl  | Martin Damm Sláva Doseděl  | 6            | 7            |  |
|  |             | Grant Doyle Dejan Petrović       | 2                                | 6           | 6           |  |  | Grant Doyle Dejan Petrović | Grant Doyle Dejan Petrović | Grant Doyle Dejan Petrović | 4            | 6            |  |
|  | 2           | Tom Nijssen Tomáš Anzari         | 6                                | 2           | 3           |  |  |                            |                            |                            |              |              |  |